# ریتا داو
ریتا فرنسیس داو (انگلیسی: Rita Frances Dove؛ زادهٔ ۲۸ اوت ۱۹۵۲) یک شاعر، و پدیدآور سیاهپوست اهل ایالات متحده آمریکا است.

## زندگی‌نامه
ریتا داو در ۱۹۵۲ در اکران، اوهایو به دنیا آمد. پدرش که شیمی‌دان بود، نخستین دانشمند سیاه‌پوستی محسوب می‌شد که در صنعت لاستیک به کار مشغول شد.
داو در دانشگاه میامی در اوهایو تحصیل کرد و از آنجا که دانشجویی ممتاز بود توانست از بورسیه فولبرایت استفاده کند و در دانشگاه توبینگن آلمان، ادبیات اروپا بخواند. وی از سال ۱۹۸۱ در دانشگاه ایالتی آریزونا به تدریس مشغول شد و در ۱۹۸۹ به دانشگاه ویرجینیا پیوست و کرسی استادی زبان انگلیسی را دریافت نمود. از ۱۹۹۳ تا ۱۹۹۵ عنوان ملک‌الشعرایی امریکا را یدک کشید و در این مقام تلاش کرد تا به کمک برنامه‌هایی خاص به رونق شعر و شاعری در جامعه امریکا بیفزاید. وی همچنین از ۲۰۰۴ تا ۲۰۰۶ به عنوان ملک‌الشعرای ایالت ویرجینیا انتخاب شد.
ریتا داو جوان‌ترین برنده جایزه پولیتزر و دومین و تنها آفریقایی – امریکایی به حساب می‌آید که پس از گوندولین بروکس در ۱۹۸۵ این جایزه را برد. تاریخ یکی از زمینه‌های اصلی شعر داو است، به‌ویژه حوادث تاریخی‌ای که کمتر مورد توجه بوده و مردمی که در گزارش‌های رسمی نادیده انگاشته شده‌اند.